# Helga Heinke
Helga Anna Klara Helene Heinke, geb. Fromm (* 1. Juni 1913 in Naumburg; † 25. Januar 2004) war  eine deutsche Politikerin (GB/BHE, ab 1961 FDP).

## Leben
Heinkes Vater war der 1945 hingerichtete Generaloberst und Befehlshaber des Ersatzheeres Friedrich Fromm. Sie besuchte zwischen 1922 und 1932 das Realgymnasium in Berlin-Steglitz, das sie mit dem Abitur abschloss. Im Anschluss absolvierte sie ihr sechs Semester andauerndes Studium der Geographie, Geschichte und Weltwirtschaft in Rostock sowie in Berlin. Ferner belegte sie einen Handelsschulkursus und nahm eine Anstellung als Sekretärin in Berlin bei der IG-Farben an. Sie war in Paris für die Vertretung des Leipziger Messeamtes tätig. Zwischen 1945 und 1948 lebte sie in der Sowjetischen Zone, wechselte 1948 mit der Familie den Wohnort in den Kreis Lüchow-Dannenberg. Heinke wurde stellvertretende Landesvorsitzende sowie Mitglied des Bundesbeirates der Arbeitsgemeinschaft liberaler Eltern und Erzieher.

## Öffentliche Ämter
Mitglied des Niedersächsischen Landtages war sie in der dritten bis sechsten Wahlperiode vom 6. Mai 1955 bis zum  20. Juni 1970, zunächst für den GB/BHE, ab dem 11. Dezember 1961 in der Fraktion der FDP. In der Zeit vom 2. Juli 1968 bis zum 25. Juni 1969 war sie stellvertretende Vorsitzende der FDP-Landtagsfraktion. 
Außerdem wurde sie 1956 zum Mitglied des Kreistages in Lüchow-Dannenberg gewählt.